# Chris Armas
Chris Armas (ur. 27 sierpnia 1972) – amerykański piłkarz, pomocnik, były reprezentant tego kraju.

## Kariera
Piłkarz ten występował tylko w amerykańskich klubach – czyli: Long Island Rough Riders, Los Angeles Galaxy, Chicago Fire.
Piłkarz występował w dwóch reprezentacjach. W reprezentacji Portoryko zagrał zaledwie 5 meczów, bez bramki (na Shell Caribbean Cup), a w drużynie Stanów Zjednoczonych rozegrał 66 meczów z 2 bramkami na koncie.
13 listopada 2007 oficjalnie zakończył swoją karierę po 12 latach gry w MLS.

## Życie osobiste
Armas i jego żona Justine mają dwóch synów, którzy nazywają się Christopher i Aleksei.

## Sukcesy

### Klub
- Puchar Stanów Zjednoczonych

Wicemistrz (2): 2000, 2003
- MLS Supporters’ Shield

Zwycięzca (1): 2003
Wicemistrz (2): 2000, 2001
- U.S. Open Cup

Zwycięzca (3): 2000, 2003, 2006
Wicemistrz (1): 2004
- Liga Mistrzów CONCACAF

Wicemistrz (1): 1997
Trzecie miejsce (2): 1999, 2004

### Reprezentacja
Udział w Złotym Pucharze CONCACAF
1. 2000 – Ćwierćfinał
2. 2002 – Mistrzostwo
3. 2003 – III miejsce
4. 2005 – Mistrzostwo

Puchar Konfederacji
1. 2003 – udział